# Хокејашка лига СР Југославије 1997/98.
Хокејашка лига СР Југославије 1997/98. је било седмо такмичење организовано под овим именом.

## Систем такмичења
У регуларном делу наступила су пет клуба. Сваки клуб одиграо је по шеснаест меча. У плеј оф су се пласирала четири клуба.
Шампион је постала Војводина. То је клубу била прва титула у Хокејашкој лиги СР Југославије.

## Клубови
| Клуб          | Град     | Арена                 | Капацитет | Основан |
| ------------- | -------- | --------------------- | --------- | ------- |
| Војводина     | Нови Сад | СПЕНС                 | 1,000     | 1957    |
| Црвена звезда | Београд  | Ледена дворана Пионир | 2,000     | 1946    |
| Партизан      | Београд  | Ледена дворана Пионир | 2,000     | 1948    |
| Спартак       | Суботица | Градско клизалиште    | 500       | 1945    |
| Таш           | Београд  | Ледена дворана Пионир | 2000      | 1995    |

## Табела
| #  | Клуб          | ИГ | Д  | Н | ИЗ | ГД  | ГП  | Б  |
| -- | ------------- | -- | -- | - | -- | --- | --- | -- |
| 1. | Војводина     | 16 | 14 | 1 | 1  | 112 | 33  | 29 |
| 2. | Црвена звезда | 16 | 12 | 0 | 4  | 89  | 37  | 24 |
| 3. | Партизан      | 16 | 6  | 2 | 8  | 81  | 87  | 14 |
| 4. | Таш           | 16 | 6  | 0 | 10 | 39  | 107 | 12 |
| 5. | Спартак       | 16 | 0  | 0 | 16 | 20  | 143 | 0  |

ИГ = одиграо, Д = победио, Н = нерешено, ИЗ = изгубио, ГД = голова дао, ГП = голова примио, Б = бодова

## Плеј оф

### Полуфинале 1
Таш - Војводина 10:9 (пр.), 1:4

### Полуфинале 2
Партизан - Црвена звезда 1:4, 4:13

### Финале
Војводина - Црвена звезда 6:1, 4:2
| Првак Хокејашке лиге СР Југославије 1997/98. |
| -------------------------------------------- |
| ХК Војводина 1. Титула                       |